# Bierżaniki
Bierżaniki (lit. Bierżaniki) – wieś na Litwie, zamieszkana przez 7 ludzi, w rejonie ignalińskim, 6 km na północ od Kozaczyzny.